# Половное
Половное — деревня в Борском сельском поселении Бокситогорского района Ленинградской области.

## История
Деревня Половное Михайловского Черенского погоста, упоминается в переписи 1710 года.
Деревня Половное обозначена на карте Санкт-Петербургской губернии 1792 года, А. М. Вильбрехта.
Деревня Половное упоминается на специальной карте западной части России Ф. Ф. Шуберта 1844 года.

ПОЛОВНОВО (ПОЛОВНОЕ) — посёлок Семёновского общества, прихода Черенского погоста. Речка Чернянка. 

Крестьянских дворов — нет. Строений — 14, в том числе жилых — 6.  

Число жителей по приходским сведениям 1879 г.: 17 м. п., 24 ж. п.

В конце XIX — начале XX века деревня административно относилась к Анисимовской волости 5-го земского участка 3-го стана Тихвинского уезда Новгородской губернии.

ПОЛОВНОЕ (ПОЛОВНОВО) — деревня Семёновского общества, дворов — 11, жилых домов — 20, число жителей: 25 м. п., 19 ж. п.
 
Занятия жителей — земледелие, лесные заработки. Река Черенка (Чернянка). Конная почтовая станция, мельница. (1910 год)

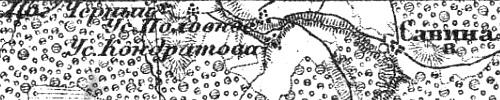
Деревня Половное на карте 1913 года

Согласно карте Новгородской губернии 1913 года, на месте современной деревни находилась Усадьба Половное.
По данным 1933 года деревня называлась Половново и входила в состав Дмитриевского сельсовета Дрегельского района Ленинградской области.
С 5 июля 1944 года Дрегельский район находился в составе Новгородской области. 5 июля 1956 года Указом Президиума Верховного Совета РСФСР № 713/2 Дмитровский и Мозолевский сельсоветы были переданы из состава Дрегельского района Новгородской области в Бокситогорский район Ленинградской области.
По данным 1966, 1973 и 1990 годов деревня Половное входила в состав Мозолёвского сельсовета Бокситогорского района.
В 1997 году в деревне Половное Мозолёвской волости проживали 30 человек, в 2002 году — 27 человек (все русские).
В 2007 году в деревне Половное Борского СП проживали 23 человека, в 2010 году — 33.

## География
Деревня расположена в юго-западной части района на автодороге 41К-034 (Пикалёво — Колбеки).
Расстояние до административного центра поселения — 36 км.
Деревня находится на правом берегу реки Черенка.

## Демография
| 1997 | 2002 | 2007 | 2010 | 2013 | 2014 | 2017 |
| ---- | ---- | ---- | ---- | ---- | ---- | ---- |
| 30   | ↘27  | ↘23  | ↗33  | ↘23  | ↘21  | ↘18  |

## Инфраструктура
На 2017 год в деревне было зарегистрировано 8 домохозяйств.

## Транспорт
Через деревню проходит автобусный маршрут № 193 Бокситогорск — Савино.

## Церковь
Каменная церковь во имя Рождества Иоанна Предтечи была сооружена в 1881 году на месте деревянной, построенной в 1692 году. Здание не сохранилось.